# Ростоки
Ростоки — струмок в Україні у Самбірському районі Львівської області. Права притока річки Турянки (басейн Дністра).

## Опис
Довжина струмка приблизно 3,04 км, найкоротша відстань між витоком і гирлом — 2,09  км, коефіцієнт звивистості річки — 1,45 . Формується декількома струмками.

## Розташування
Бере початок на південно-східних схилах гори Вишка (838,5 м). Тече переважно на південний захід понад горою Маловенка (848,2 м) і впадає у річку Турянку, праву притоку річки Топільниці.